# 힐림니에타 아푹

힐림니에타 아푹(Hiljmnijeta Apuk, 1956년생)은 저신장의 사람들의 권리를 위한 코소보 활동가이다. 2013년에, 그녀는 인권 분야의 유엔 상의 수상자였다.

## 생애 기록
힐림니에타 아푹은 코소보 미트로비차라는 도시, 당시에 유고슬라비아였던 곳에서 1956년에 태어났다. 그녀의 가족은 보슈냐크인이다. 아푹은 비례하지 않는 저성장을 가지고 태어났다. 독립하려는 그녀의 노력에 그녀의 부모는 지지적이었는데, 예를 들어 그녀의 차를 개조해서 그녀가 페달에 닿을 수 있도록 돕는 것을 통해서 그랬고, 18살에 운전면허를 그녀는 땄다. 이것은 그녀가 공부를 지속하는 길을 열었고, 경제학과 법학을 그녀는 계속해서 공부했다.
아푹은 장애인들의 권리를 위한 활동가로 있어왔는데, 그들은 특히 근육퇴행위축 장애와 저신장 장애를 가진 장애인이고, 1980년대 이후로 말이다. 그녀는 비정부기구 '코소보의 작은 사람들'의 설립 대표자이다. 그 기구는 1999년에 코소보 전쟁이 끝나고 만들어졌는데 미국 기구 '미국의 작은 사람들'에 의해 촉발되어서 말이다.
그 기구를 그리고 다른 자발적 활동을 통하여, 장애인의 노동 기회를 위해 그녀는 싸운다. 장애를 가진 여성과 소녀를 위한 선전활동에 그녀는 또한 적극적인데, 그들은 차별의 교차점과 대면한다.
유엔총회의 특별위원회의 회원으로 아푹은 활동했는데 장애인의 권리에 관한 협약의 밑그림을 그리는 위원회이다.
2013년에, 그녀의 활동가로서의 활동 덕분에 유엔 인권 분야 상을 받았다.